# Océane Sercien-Ugolin
Océane Sercien-Ugolin (n. 19 decembrie 1997, la Cherbourg-Octeville) este o handbalistă franceză care joacă pentru clubul norvegian Vipers Kristiansand și echipa națională a Franței.

## Carieră
În aprilie 2017, Sercien-Ugolin a fost convocată pentru prima dată la naționala Franței, dar s-a accidentat. A fost convocată din nou în mai 2018, pentru a lua parte la două meciuri amicale împotriva Norvegiei.
A semnat un contract cu Issy Paris Handball (actualmente Paris 92) în iunie 2018 și a jucat acolo până în 2020. În 2020 s-a transferat în Slovenia, după ce a semnat un contract cu RK Krim.
Sercien-Ugolin a luat parte la Campionatul Mondial din 2019 și a câștigat medalia de argint la Campionatul European din 2020.

## Palmares

### Club
- Campionatul Franței:
  - Locul 3: 2017

- Cupa Franței:
  - Finalistă: 2017

### Echipa națională
- Jocurile Olimpice:
  -  Medalie de aur: 2020

- Campionatul Mondial:
  -  Medalie de argint: 2021

- Campionatul European:
  -  Medalie de argint: 2020

## Decorații
- Cavaler al Legiunii de onoare: 2021[8]